# أفياء جاوي
أفياء جاوي أو العقاب البازي الجاوي (الاسم العلمي Nisaetus bartelsi) (كانت في السابق تُصنف ضمن جنس Spizaetus)) ، طائر جارح متوسط القد من جنس أفياء وفصيلة البازية. يبلغ طوله حوالي 60 سم. موطنه جاوة الشرقية في إندونيسيا.